# Порфірій Калліопас
Порфірій Калліопас (*Porphyrius, 480  —після 540) — давньоримський, візантійський спортсмен, колісничий часів Східної Римської імперії.

## Життєпис
Народився в Лівії у 480 році, проте де саме невідомо, найпевніше на території сучасної Триплітанії. За переказами, він був описаний як гарний молодик, такий гарний, що навіть богиня може закохатися в нього. Замолоду перебрався до Константинополя, де почав навчатися виступати на квадригах. Про кар'єру Порфірія відомо з епіграм Івана Малали.
Невдовзі став виступати за команду Синіх. 500 року зображено Порфірія на галереї стелі Кафізма (імператорська будова на Іподромі), де його представлено разом з іншими відомими колісничими — Юліаном (представником червоних), Фаустіном (зелених), Костянтином, сином Фаустіна (синіх). На початку панування імператора Анастасія I, після 500 року змінив на команду Зелених, після того як імператор 498 року заборонив вистави venationes (змагання з дикими звірами). Допомагав владі своїми виступами та суперництвом з іншими командами відвернути народ від заворушень проти імператора та сенату.
У 507 році брав участь в нападі на юдейську синагогу в передмісті Антіохії — Дафні. Ймовірно, виступав у цей час у столиці Сирії. У 515 році надав допомогу імператору під час придушення повстання Віталіана. На подяку Анастасій I повернув партії Зелених усі привілеї, що були у них колись. Самому Порфірію зведено статую на іподромі Константинополя.
Приблизно в 518—519 роках за імператора Юстина I знову повернувся до команди Синіх. Ймовірно, це було пов'язано з прихильністю володаря імперії до представників цієї команди. Відомо, що Порфірій ще був живий у 540 році. Про подальшу долю відсутні відомості.
З усіх бронзових статуй Порфірія 2 було переплавлено у 1204 році під час захоплення Константинополя лицарями — учасниками Четвертого хрестового походу, 2 інших зберігалися в сералі після захоплення османами міста у 1453 році. Натепер збереглося 3 пам'ятники Порфірію.